# 紋別市
紋別市（日语：／ Monbetsu shi */?）為位於日本北海道鄂霍次克綜合振興局北部的城市，北側面鄂霍次克海，冬季時岸邊會有流冰，南部則為台地。在平成大合併之前，紋別市是磐城市、靜岡市、札幌市和蘆別市之後的日本面積第五大的城市。當地以農業、酪農業、林業、漁業和觀光旅遊業為主。過去近郊山的區出產金、水銀等礦產，產量居日本東部第一，但因資源枯竭，現已停止開採。 
紋別市的地勢向內陸逐漸升高。西面被南北走向的北見山地和拔地而起的千島山脈所包圍。從弁天岬延伸出來的拱形海岸線是一個天然的避風港灣，使紋別市其成為鄂霍次克海最好的港口城鎮之一。
「紋別」的名稱源自阿伊努語的「mo-pet」，意思為安靜的河。由於過去在日高支廳的門別町（現已合併為日高町）日文發音同樣為，因此紋別市習慣上以「鄂霍次克紋別」或「北見紋別」的稱呼來區別。

## 人口
| 紋別市人口分布圖 |                                               |  |
| 紋別市與日本全國年齡別人口分布比較圖 （2005年資料） | 紋別市的年齡、男女別人口分布圖 （2005年資料） |  |
| ■紫色是紋別市 ■綠色是全国 | ■藍色是男性 ■紅色是女性                       |  |
| 紋別市人口變化 \| 1970年 \| 35,110人 \| \| \| 1975年 \| 32,825人 \| \| \| 1980年 \| 33,860人 \| \| \| 1985年 \| 32,163人 \| \| \| 1990年 \| 31,078人 \| \| \| 1995年 \| 30,137人 \| \| \| 2000年 \| 28,476人 \| \| \| 2005年 \| 26,632人 \| \| \| 2010年 \| 24,745人 \| \| \| 2015年 \| 23,109人 \| \| \| 2020年 \| 21,215人 \| \| |                                               |  |
| 資料來源：日本總務省統計中心提供之人口普查數據 |                                               |  |
| 1970年 | 35,110人                                      |  |
| 1975年 | 32,825人                                      |  |
| 1980年 | 33,860人                                      |  |
| 1985年 | 32,163人                                      |  |
| 1990年 | 31,078人                                      |  |
| 1995年 | 30,137人                                      |  |
| 2000年 | 28,476人                                      |  |
| 2005年 | 26,632人                                      |  |
| 2010年 | 24,745人                                      |  |
| 2015年 | 23,109人                                      |  |
| 2020年 | 21,215人                                      |  |

## 歷史
- 1880年：設置紋別村外9村戶長役場
- 1897年：湧別村（現在的湧別町）從紋別村外9村戶長役場分離。
- 1900年：渚滑村從紋別村外9村戶長役場分離。
- 1906年4月1日：紋別郡湧別村、渚滑村成立為北海道二級村。[4]
- 1909年4月1日：紋別町、藻鼈村合併為紋別村，並成為北海道二級村。
- 1918年4月1日：瀧上村（現在的瀧上町）從渚滑村分割獨立設置為北海道二級村。
- 1919年5月1日：紋別村改制為紋別町。
- 1921年4月1日：紋別町成為北海道一級町。
- 1932年6月1日：下渚滑村從渚滑村分割獨立設置為北海道二級村。
- 1937年11月1日：渚滑村改名為上渚滑村（日语：上渚滑村）。
- 1940年1月1日：下渚滑村改名為渚滑村（日语：渚滑村）。
- 1954年7月1日：紋別町、上渚滑村和渚滑村合併為紋別市。

## 交通

### 機場
- 紋別機場

### 港口
- 紋別港（日语：紋別港）（重要港灣）

### 鐵路
過去曾有舊日本國有鐵道渚滑線和北海道旅客鐵道名寄本線通過，但已先後於1985年4月1日及1989年5月1日停駛。
目前距離紋別最近的車站是50公里外，位於遠輕町的遠輕車站。
- 渚滑線：渚滑車站 - 元西臨時乘降場 - 下渚滑車站 - 十六號線臨時乘降場 - 中渚滑車站 - 上東臨時乘降場 - 上渚滑車站 - 奧東臨時乘降場
- 名寄本線：渚滑車站 - 潮見町車站 - 紋別車站 - 元紋別車站 - 一本松車站 - 小向車站 - 弘道車站 - 沼之上車站

### 道路
| 高速國道 - 旭川紋別自動車道（計畫中） 一般國道 - 國道238號 - 國道239號 - 國道273號 主要地方道 - 北海道道137號遠輕雄武線 | 道道 - 北海道道304號紋別港線 - 北海道道305號紋別丸瀨布線 - 北海道道306號丸瀨布上渚滑線 - 北海道道553號上藻別上渚滑停車場線 - 北海道道713號中渚滑紋別停車場線 - 北海道道766號和訓邊渚滑停車場線 - 北海道道804號和訓邊上渚滑線 - 北海道道873號小向元紋別線 - 北海道道932號上渚滑原野上渚滑線 - 北海道道1055號紋別興部線 - 北海道道1151號新紋別機場線 |

## 觀光資源
| 休閒 - Komuke國際露營場 （页面存档备份，存于） - 市營大山滑雪場 （页面存档备份，存于） - 鄂霍次克庭園 （页面存档备份，存于） - 森林公園 （页面存档备份，存于） - 大山山頂園 （页面存档备份，存于） 景點 - 流冰 流冰破冰船Garinko號（北海道遺產） - 北海道立鄂霍次克流冰科學中心 - 鄂霍次克海報中心 - 紋別公園 （页面存档备份，存于） - Omusaro遺跡公園 （页面存档备份，存于） - Omusaro原生花園 （页面存档备份，存于） - 鄂霍次克天空塔 - 鄂霍次克流冰公園 | 文化遺產 - オムサロ台地豎穴群（北海道指定史跡） 慶典 - 紋別觀光港節（7月下旬） - 紋別美食家節（10月中旬） - 紋別流冰節（2月中旬） |

## 教育
大學
- 北海道大學低溫科學研究所（日语：北海道大学低温科学研究所） 環鄂霍次克觀測研究中心分室

高等學校
- 北海道紋別高等學校（日语：北海道紋別高等学校）

中學校
- 紋別市立紋別中學校
- 紋別市立潮見中學校
- 紋別市立渚滑中學校

小學校
- 紋別市立紋別小學校
- 紋別市立潮見小學校（日语：紋別市立潮見小学校）
- 紋別市立南丘小學校
- 紋別市立渚滑小學校
- 紋別市立上渚滑小學校

特殊學校
- 北海道紋別養護學校（日语：北海道紋別養護学校）
- 北海道紋別高等養護學校

## 姊妹、友好都市

### 海外
- 紐波特（美國 奧勒岡州）：締結於1966年4月8日。 [5]
- 費爾班克斯（美國 阿拉斯加州）：締結於1991年2月8日。
- 科爾薩科夫（俄羅斯 薩哈林州）：為過去日本樺太廳豐原支廳大泊郡大泊町，締結於1991年1月12日。

## 本地出身的名人
- 勝浦修：將棋選手
- 千葉貴仁：足球選手
- 長谷川初範：演員
- 本庄陸男：作家
- ：漫畫家
- 柿あべさより崎正澄：漫畫家

## 外部連結
- （日語）紋別商工會議所 （页面存档备份，存于）
- （日語）鄂霍次克紋別攝影協會 （页面存档备份，存于）